# 長久手郵便局
長久手郵便局（ながくてゆうびんきょく）は愛知県長久手市にある郵便局。民営化前の分類では集配普通郵便局であった。

## 概要
住所
〒480-1199：愛知県長久手市西浦815

## 庁舎内施設・組織
地下
- 車庫

1階
- 郵便部（内務）
- 窓口事務室
- 郵便事務室

2階
- 郵便部（外務）
- 窓口営業部
- 総務課
- 局長室

## 沿革
- 1881年（明治14年）3月1日 - 岩作（やざこ）郵便局（五等）として開設[1]。
- 1898年（明治31年）11月16日 - 貯金取扱を開始。
- 1899年（明治32年）11月1日 - 為替取扱を開始。
- 1909年（明治42年）6月1日 - 長久手郵便局に改称。
- 1967年（昭和42年）7月8日 - 電話の加入および料金に関する簡易な事務を除く電話交換業務を瀬戸電報電話局に、和文電報配達業務を愛知旭電報電話局にそれぞれ移管[2]。
- 1970年（昭和45年）5月1日 - 電話の加入および料金に関する簡易な事務を瀬戸電報電話局に移管。
- 1988年（昭和63年）9月1日 - 特定郵便局から普通郵便局に局種別改定。
- 1994年（平成6年）6月13日 - 長久手町岩作から同町長湫に移転[3]。
- 2000年（平成12年）8月14日 - 外国通貨の両替および旅行小切手の売買に関する業務取扱を開始。
- 2007年（平成19年）10月1日 - 民営化に伴い、併設された郵便事業長久手支店に一部業務を移管。
- 2012年（平成24年）10月1日 - 日本郵便株式会社発足に伴い、郵便事業長久手支店を長久手郵便局に統合。
- 2015年（平成27年） - 一部外部を修理工事。

## 取扱内容
- 郵便、印紙、ゆうパック、内容証明
- 貯金、為替、振替、振込、国際送金、外貨両替・トラベラーズチェック、国債、投資信託
- 生命保険、バイク自賠責保険、自動車保険
- ゆうちょ銀行ATM
- 「480-11xx」「480-13xx」区域（長久手市の全域）の集配業務
- ゆうゆう窓口

## 周辺
- 愛知高速交通東部丘陵線（リニモ） はなみずき通駅
- 愛知県道6号力石名古屋線
- 愛知県道60号名古屋長久手線
- 景行天皇社
- 愛知警察署長久手交番
- 長久手市中央図書館
- 長久手市立西小学校
- 長久手市文化の家
- アピタ長久手店
- あいち銀行長久手中央支店
- 鴨田川

## アクセス
- 愛知高速交通東部丘陵線（リニモ） はなみずき通駅から南東へ約300m（徒歩で約3分）。
- 名鉄バス「長久手郵便局」停留所、N-バス「長久手郵便局南」停留所下車。
- 東名高速道路 名古屋IC、名古屋第二環状自動車道（名二環） 本郷ICから東へ約2km。
- 駐車場あり：18台